# Diocèse de Mikkeli
 (mars 2023).
Si vous disposez d'ouvrages ou d'articles de référence ou si vous connaissez des sites web de qualité traitant du thème abordé ici, merci de compléter l'article en donnant les références utiles à sa vérifiabilité et en les liant à la section « Notes et références ».
Le diocèse de Mikkeli est l'un des diocèses de l'Église luthérienne de Finlande. Son siège épiscopal se situe à la cathédrale de Mikkeli.
Son territoire couvre la Savonie du Sud, la Vallée de la Kymi et la Carélie du Sud.